# Klein (Montana)
Klein es un lugar designado por el censo ubicado en el condado de Musselshell en el estado estadounidense de Montana. En el Censo de 2010 tenía una población de 168 habitantes y una densidad poblacional de 5,05 personas por km².

## Geografía
Klein se encuentra ubicado en las coordenadas 46°23′54″N 108°33′9″O / 46.39833, -108.55250. Según la Oficina del Censo de los Estados Unidos, Klein tiene una superficie total de 33.28 km², de la cual 33.28 km² corresponden a tierra firme y (0%) 0 km² es agua.

## Demografía
Según el censo de 2010, había 168 personas residiendo en Klein. La densidad de población era de 5,05 hab./km². De los 168 habitantes, Klein estaba compuesto por el 99.4% blancos, el 0% eran afroamericanos, el 0.6% eran amerindios, el 0% eran asiáticos, el 0% eran isleños del Pacífico, el 0% eran de otras razas y el 0% pertenecían a dos o más razas. Del total de la población el 0% eran hispanos o latinos de cualquier raza.